# 하보로정
하보로정(일본어: 羽幌町)은 일본 홋카이도 북부의 서해안에 있는 정으로 루모이 진흥국 관내 중부의 중심 도시이다. 과거에는 홋카이도 유수의 탄광 도시이기도 했다. 석양이 아름다운 곳으로도 알려져 있다.
쇼칸베쓰테우리야시가리 국립공원의 일부인 데우리섬·야기시리섬도 하보로정에 속해 많은 관광객이 방문하고 여름에는 해수욕객이 많다. 북쪽분홍새우의 양식으로도 알려진다. 정명의 유래는 아이누어의 ‘하호로벳’(ハホロぺツ, 유출이 많은 강)이다.

## 지리
루모이 관내 중부에 위치한다. 데우리섬(서쪽), 야기시리섬(동쪽)의 도서부도 포함한다.

### 인접한 자치체
- 루모이 진흥국
  - 도마마에군 도마마에정, 쇼산베쓰촌
  - 데시오군 엔베쓰정

- 소라치 종합진흥국
  - 우류군 호로카나이정

## 역사
본격적인 개척은 인근의 도마마에정, 쇼산베쓰촌보다 늦은 메이지 시대 중기 이후이지만 다이쇼 시대에 우량한 석탄을 산출하는 하보로 탄광이 발견된 이래 석탄 산업을 중심으로 발전했다. 1965년의 국세조사에서는 인구 30,266명에 세대 수가 6840호에 이르렀다. 그러나 탄광이 폐광된 1971년 이후에는 인구 감소가 현저하다.
- 1894년 - 하보로촌이 설치되었다.
- 1897년 - 하보로촌 호장사무소가 설치되었다.
- 1902년 - 2급 정촌제를 시행하였다.
- 1909년 - 1급 정촌제를 시행하였다.
- 1921년 - 정으로 승격해 하보로정이 되었다.
- 1955년 4월 1일 - 데우리촌을 편입하였다.
- 1959년 4월 1일 - 야기시리촌을 편입하였다.

## 경제
주요 산업은 어업, 농업, 관광업(쇼칸베쓰테우리야기시리 국립공원)이다.

## 교통

### 도로
- 국도 232호선

### 철도
- 하보로선이 있었으나 1987년에 폐선되었다.

## 기후
| 하보로정의 기후                                              | 하보로정의 기후 | 하보로정의 기후 | 하보로정의 기후 | 하보로정의 기후 | 하보로정의 기후 | 하보로정의 기후 | 하보로정의 기후 | 하보로정의 기후 | 하보로정의 기후 | 하보로정의 기후 | 하보로정의 기후 | 하보로정의 기후 | 하보로정의 기후 |
| 월                                                           | 1월             | 2월             | 3월             | 4월             | 5월             | 6월             | 7월             | 8월             | 9월             | 10월            | 11월            | 12월            | 연간            |
| ------------------------------------------------------------ | --------------- | --------------- | --------------- | --------------- | --------------- | --------------- | --------------- | --------------- | --------------- | --------------- | --------------- | --------------- | --------------- |
| 역대 최고 기온 °C (°F)                                       | 8.6 (47.5)      | 9.9 (49.8)      | 17.1 (62.8)     | 24.3 (75.7)     | 28.2 (82.8)     | 30.9 (87.6)     | 34.2 (93.6)     | 34.4 (93.9)     | 33.9 (93.0)     | 25.4 (77.7)     | 20.1 (68.2)     | 12.4 (54.3)     | 34.4 (93.9)     |
| 일평균 최고 기온 °C (°F)                                     | −1.3 (29.7)     | −0.7 (30.7)     | 3.1 (37.6)      | 9.4 (48.9)      | 15.4 (59.7)     | 19.3 (66.7)     | 23.1 (73.6)     | 24.7 (76.5)     | 21.6 (70.9)     | 15.2 (59.4)     | 7.5 (45.5)      | 1.0 (33.8)      | 11.5 (52.7)     |
| 일일 평균 기온 °C (°F)                                       | −4.3 (24.3)     | −4.0 (24.8)     | −0.1 (31.8)     | 5.5 (41.9)      | 11.2 (52.2)     | 15.5 (59.9)     | 19.6 (67.3)     | 20.9 (69.6)     | 17.4 (63.3)     | 11.2 (52.2)     | 4.4 (39.9)      | −1.7 (28.9)     | 8.0 (46.4)      |
| 일평균 최저 기온 °C (°F)                                     | −8.3 (17.1)     | −8.4 (16.9)     | −4.2 (24.4)     | 1.2 (34.2)      | 6.9 (44.4)      | 12.0 (53.6)     | 16.3 (61.3)     | 17.3 (63.1)     | 12.8 (55.0)     | 6.9 (44.4)      | 1.0 (33.8)      | −4.7 (23.5)     | 4.1 (39.4)      |
| 역대 최저 기온 °C (°F)                                       | −26.4 (−15.5)   | −26.1 (−15.0)   | −22.8 (−9.0)    | −11.4 (11.5)    | −3.6 (25.5)     | −0.8 (30.6)     | 3.7 (38.7)      | 4.4 (39.9)      | 1.9 (35.4)      | −4.7 (23.5)     | −13.6 (7.5)     | −22.5 (−8.5)    | −26.4 (−15.5)   |
| 평균 강수량 mm (인치)                                        | 116.5 (4.59)    | 82.2 (3.24)     | 67.8 (2.67)     | 58.1 (2.29)     | 72.2 (2.84)     | 67.8 (2.67)     | 129.8 (5.11)    | 136.6 (5.38)    | 143.8 (5.66)    | 152.0 (5.98)    | 161.1 (6.34)    | 149.9 (5.90)    | 1,337.7 (52.67) |
| 평균 강설량 cm (인치)                                        | 159 (63)        | 110 (43)        | 65 (26)         | 8 (3.1)         | 0 (0)           | 0 (0)           | 0 (0)           | 0 (0)           | 0 (0)           | 0 (0)           | 44 (17)         | 154 (61)        | 535 (211)       |
| 평균 강수일수 (≥ 0.5 mm)                                     | 25.3            | 20.8            | 17.9            | 12.8            | 11.9            | 10.2            | 11.7            | 11.9            | 14.1            | 18.1            | 22.5            | 25.7            | 202.8           |
| 평균 강설일수                                                | 29.5            | 25.8            | 22.2            | 8.7             | 0.4             | 0.0             | 0.0             | 0.0             | 0.0             | 1.9             | 17.1            | 28.7            | 134.9           |
| 평균 상대 습도 (%)                                           | 75              | 73              | 70              | 70              | 74              | 80              | 83              | 81              | 76              | 71              | 71              | 73              | 75              |
| 평균 월간 일조시간                                           | 52.8            | 77.1            | 133.8           | 174.2           | 203.1           | 177.3           | 168.1           | 173.7           | 172.1           | 125.5           | 53.4            | 32.5            | 1,543.6         |
| 출처: 일본 기상청 (평년값: 1991년~2020년, 극값: 1921년~현재) |                 |                 |                 |                 |                 |                 |                 |                 |                 |                 |                 |                 |                 |